# James Watson

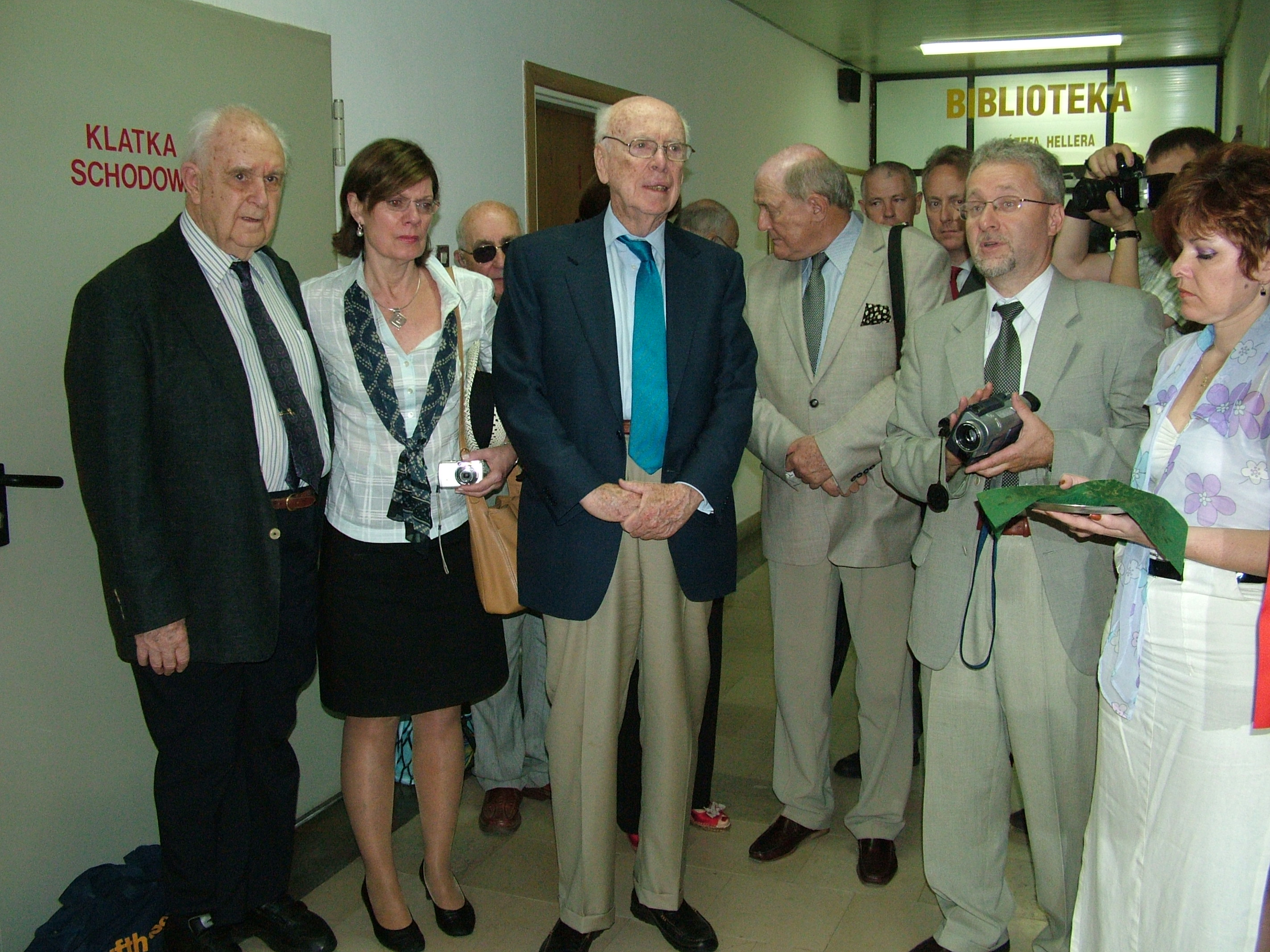
James D. Watson z żoną oraz prof. Wacław Szybalski podczas uroczystości odsłonięcia tablicy pamiątkowej profesorów lwowskich zamordowanych przez hitlerowców w 1941 r. w IBB PAN w Warszawie, 24 czerwca 2008

James Dewey Watson (ur. 6 kwietnia 1928 w Chicago) – amerykański genetyk i biochemik. Laureat Nagrody Nobla.

## Życiorys
Po ukończeniu szkoły średniej w wieku 15 lat został studentem Uniwersytetu Chicagowskiego, gdzie 4 lata później zdobył stopień licencjata z zoologii. Następnie odbył podyplomowe studia na Uniwersytecie Indiany w Bloomington, zakończone zdobyciem stopnia doktora w 1950 (w wieku 22 lat). Opiekunem naukowym Watsona był Salvador Luria, przyszły noblista z 1969. Po uzyskaniu doktoratu przeniósł się do Europy, najpierw pracując przez rok na Uniwersytecie Kopenhaskim, gdzie współpracował z biochemikiem Hermanem Kalckarem i z mikrobiologiem Ole Maaløe, a następnie w 1951 przeniósł się do Clare College na Uniwersytecie Cambridge, gdzie jego najbliższym współpracownikiem był późniejszy współlaureat Nagrody Nobla, Francis Crick.
W latach 1956–1976 pracował na Uniwersytecie Harvarda, a od roku 1958 był profesorem tego uniwersytetu . Od 1968 dyrektor, następnie w latach 1994–2003 prezes, a ostatecznie do przejścia na emeryturę w 2007 kanclerz Cold Spring Harbor Laboratory w Nowym Jorku. Członek m.in. Narodowej Akademii Nauk w Waszyngtonie. Laureat Medalu Copleya.
James Watson jest znany ze swoich prowokacyjnych i kontrowersyjnych wypowiedzi. W filmie dokumentalnym zrealizowanym w 2003 roku z okazji 50. rocznicy opracowania struktury DNA znalazła się jego wypowiedź określająca głupotę jako chorobę genetyczną, którą należy leczyć.
14 października 2007 The Sunday Times opublikował wywiad z Watsonem, w którym wyraził on wątpliwości, co do rozwoju Afryki, stwierdzając, że polityka społeczna w tej kwestii opiera się na przekonaniu, iż przedstawiciele rasy czarnej dorównują inteligencją przedstawicielom rasy białej. Tymczasem badania pokazują, że jest inaczej. Po tej wypowiedzi rada Cold Spring Harbor Laboratory zawiesiła go w obowiązkach dyrektora, a Science Museum w Londynie i Uniwersytet Edynburski odwołały jego wykłady, które miał wygłosić na ich zaproszenia. Watson przeprosił za swoje wypowiedzi, mówiąc, że nie może sobie wyobrazić, jak mógłby coś takiego powiedzieć. 25 października 2007 złożył rezygnację z funkcji dyrektora instytutu i przeszedł na emeryturę.
W 2014 roku Watson jako pierwszy w historii laureat nagrody Nobla zdecydował się sprzedać swoje wyróżnienie w domu aukcyjnym Christie’s.

## Osiągnięcia naukowe i zawodowe
W marcu 1953, mając 25 lat, wraz z Francisem Crickiem oraz Maurice’em Wilkinsem i Rosalind Franklin z King’s College London, opracował w Laboratorium Cavendisha model budowy przestrzennej podwójnej helisy DNA, za co, wraz z Crickiem i Wilkinsem, otrzymał Nagrodę Nobla w dziedzinie fizjologii lub medycyny za rok 1962.
James Watson był jednym z pomysłodawców i został pierwszym szefem programu The Human Genome Project, który miał za zadanie zsekwencjonowanie całego genomu człowieka.
31 maja 2007 roku James Watson otrzymał od firmy 454 Life Sciences Corporation (a także naukowców z Human Genome Sequencing Center i Baylor College of Medicine) pełny zapis własnego genomu.
W tym samym roku, jako drugi człowiek na świecie, Watson opublikował go online, aby zamanifestować wsparcie dla rozwoju spersonalizowanej medycyny, która pozwoli skuteczniej leczyć i zapobiegać chorobom.
W wieku 85 lat James Watson przedstawił hipotezę sugerującą, że cukrzyca, otępienie, choroby układu krążenia i niektóre postacie nowotworów związane są z produkowaniem w organizmie niedostatecznych ilości reaktywnych form tlenu.
Autor wielu książek naukowych, w tym popularnej, acz kontrowersyjnej pozycji autobiograficznej pt. Podwójna helisa (1968).

## Życie prywatne
Jest ateistą.